# 2021年さいたま市長選挙
2021年さいたま市長選挙（2021ねんさいたましちょうせんきょ）は、日本の地方自治体であるさいたま市の執行機関であるさいたま市長を選出するために執行する選挙。

## 概要
3期12年続いた現職の清水勇人の任期満了に伴い行われた。自民党が独自候補の擁立を断念、与野党相乗りで清水を支援し、日本共産党が支持する前島との一騎打ちとなった。清水が4期目の当選を果たした。投票率は28.7%と過去最低を更新した。
争点の一つとして、浦和区常盤六丁目にある市庁舎をさいたま新都心（大宮区北袋町一丁目）へ移転することの是非があり、清水は移転推進を表明していた。清水が当選したものの、産経新聞社などが実施した出口調査では、市庁舎をさいたま新都心へ移転する清水の構想に対して、42.6%が「移転しなくて良い」、28.1%が「移転すべきだ」と回答し、移転反対が賛成を大きく上回る結果となった。清水に投票した人に限っても37.9%が「移転しなくて良い」、30.7%が「移転すべきだ」という結果であり、ねじれ現象が起こった。行政区別では、「移転しなくて良い」が多かったのは浦和区 (68.9%) や桜区 (63.8%) で、「移転すべきだ」が多かったのは移転予定地に近い中央区 (50.0%) や大宮区 (47.0%) であった。清水の市政運営には期待しつつも、市役所移転に関しては多くの市民の合意が得られていない状況が明らかとなった（さいたま市役所#耐震化・建替・移転問題も参照）。
そのほか、清水の主要政策として埼玉高速鉄道線の岩槻駅延伸があり、岩槻区の清水への得票率が全区で最も高かった。なお、岩槻区の市庁舎移転に関しての出口調査では、36.4%が「移転しなくて良い」、34.3％が「どちらか分からない」、17.2％が「移転すべきだ」という結果であった。

## 選挙データ
- 告示日 - 2021年5月9日
- 執行日（投開票日） - 2021年5月23日

## 立候補者
（届け出順）
| 氏名                         | 年齢 | 党派   | 現元新 | 職業・肩書                                   |
| ---------------------------- | ---- | ------ | ------ | -------------------------------------------- |
| 前島英男 （まえじま ひでお） | 64   | 無所属 | 新     | 元小学校教員・さいたま地区労働組合協議会議長 |
| 清水勇人 （しみず はやと）   | 55   | 無所属 | 現     | さいたま市長（現職）                         |

### タイムライン
2021年
- 1月27日 - 清水が4選を目指し会見で出馬を表明[4]。
- 2月1日 - 前島が会見で出馬を表明[5]。

### 立候補が取り沙汰された人物
- 桶本大輔 - さいたま市議会議員・元議長
  - 市議会の自由民主党会派から出馬要請を受けたが固辞した[6]。
- 山口節生 - コンサルタント会社社長
  - 2021年3月13日、会見で出馬を表明した[7]が、告示日に立候補の届け出はなかった。
- ガランサスマリオ - 宗教家・YouTuber
  - 2021年4月1日、出馬の意向があると読売新聞（埼玉版）が報じたが、告示日に立候補の届け出はなかった。

## 選挙結果
開票の結果、清水が前島を大差で破り4選。投票率は28.7%と過去最低を更新した。
※当日有権者数：1,077,091人 最終投票率：28.7%（前回比：-2.74pts）
| 候補者名 | 年齢 | 所属党派 | 新旧別 | 得票数    | 得票率 | 推薦・支持                                                                   |
| -------- | ---- | -------- | ------ | --------- | ------ | ---------------------------------------------------------------------------- |
| 清水勇人 | 59   | 無所属   | 現     | 216,768票 | 71.50% | 公明党埼玉県本部支持、自由民主党埼玉県連友情支援、立憲民主党埼玉県連友情支援 |
| 前島英男 | 68   | 無所属   | 新     | 86,404票  | 28.50% | 日本共産党支持                                                               |

| 区     | 清水勇人 | 清水勇人 | 前島英男 | 前島英男 |
| 区     | 得票     | %        | 得票     | %        |
| ------ | -------- | -------- | -------- | -------- |
| 合計   | 216,768  | 71.50%   | 86,404   | 28.50%   |
| 西区   | 15,005   | 72.96%   | 5,560    | 27.04%   |
| 北区   | 21,873   | 66.22%   | 11,160   | 33.78%   |
| 大宮区 | 21,756   | 75.09%   | 7,216    | 24.91%   |
| 見沼区 | 28,493   | 75.92%   | 9,036    | 24.08%   |
| 中央区 | 19,115   | 73.05%   | 7,051    | 26.95%   |
| 桜区   | 14,103   | 70.51%   | 5,899    | 29.49%   |
| 浦和区 | 30,063   | 69.19%   | 13,389   | 30.81%   |
| 南区   | 30,022   | 69.59%   | 13,121   | 30.41%   |
| 緑区   | 19,293   | 68.91%   | 8,703    | 31.09%   |
| 岩槻区 | 17,045   | 76.39%   | 5,269    | 23.61%   |